# Balyko-Schtschutschynka
Balyko-Schtschutschynka (ukrainisch Балико-Щучинка; russisch Балыко-Щучинка Balyko-Schtschutschinka) ist ein Dorf im Süden der ukrainischen Oblast Kiew mit etwa 480 Einwohnern (2001).

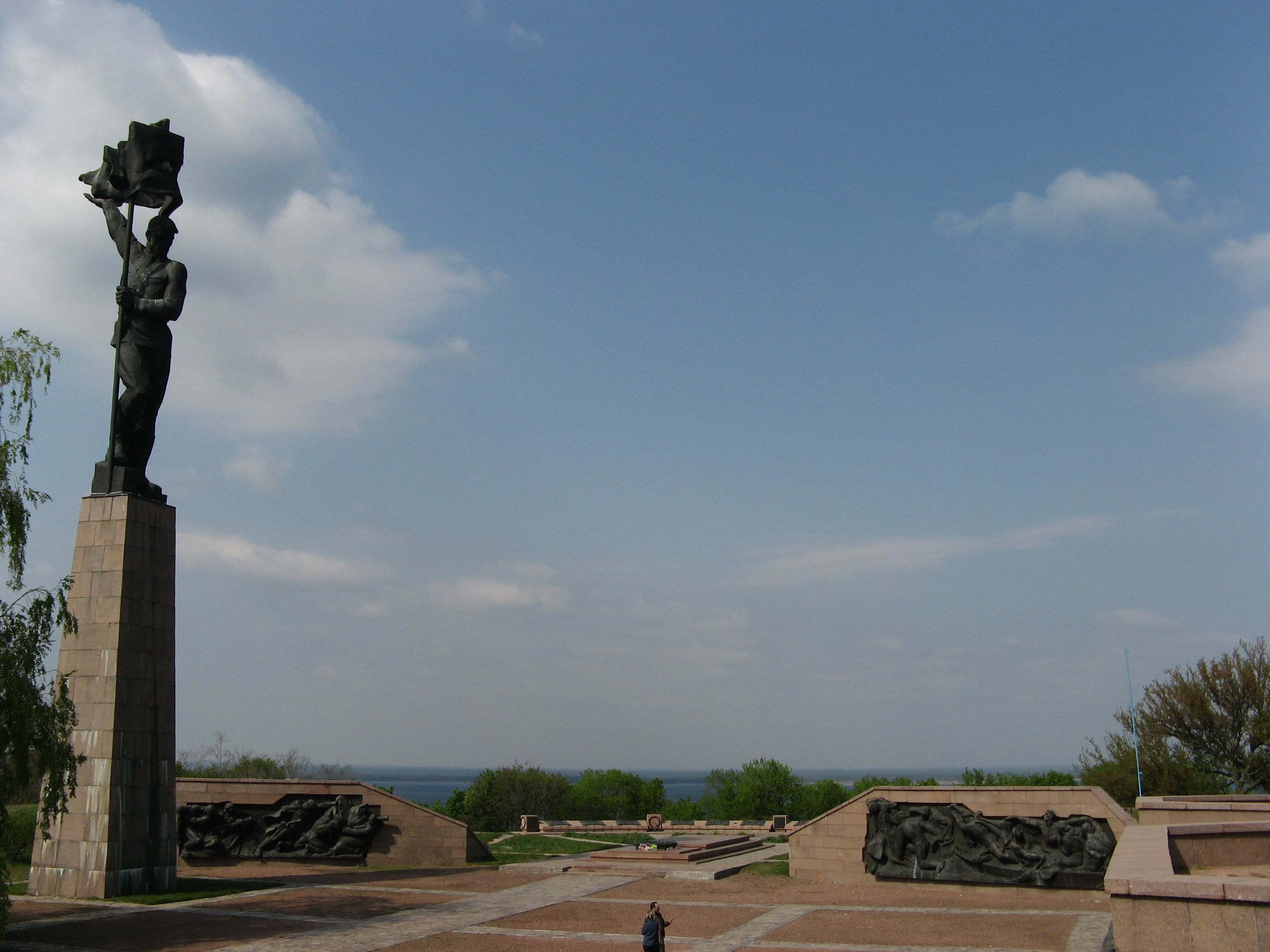
„Gedenkstätte Bukriner Brückenkopf“

Das Dorf liegt an der Mündung der Tschutschynka (Чучинка) in den zum Kaniwer Stausee angestauten Dnepr, 32 km östlich vom ehemaligen Rajonzentrum Kaharlyk und etwa 90 km südlich der ukrainischen Hauptstadt Kiew.

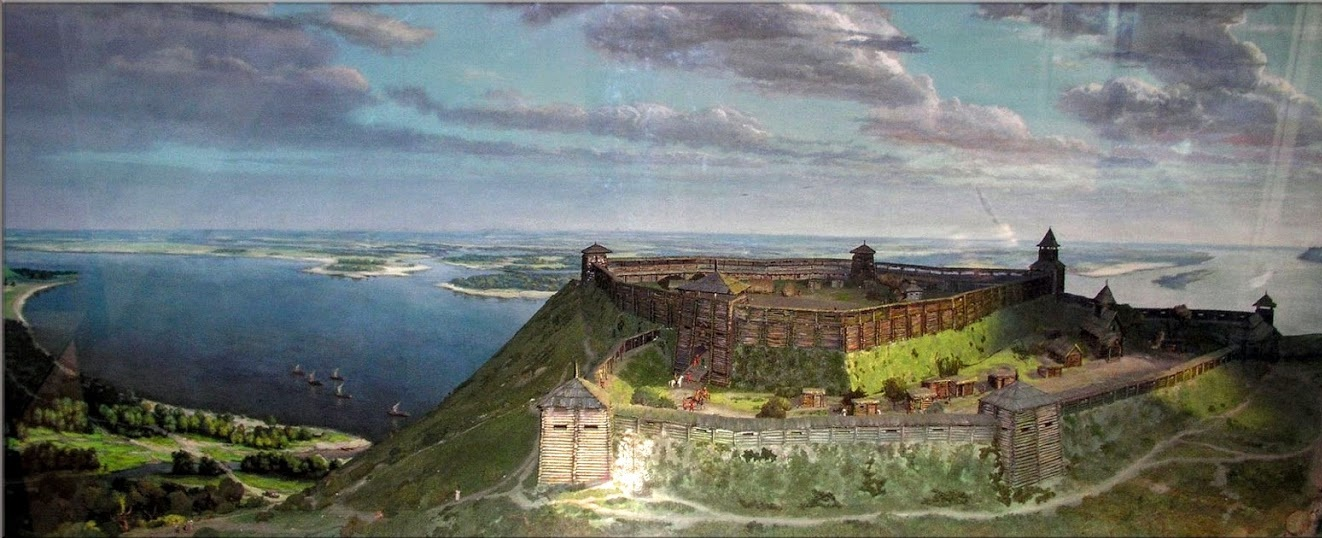
Foto der Rekonstruktion der untergegangenen Stadt Tschutschyn

Das Dorf wurde am Ende des 16. Jahrhunderts an Stelle der im 13. Jahrhundert untergegangenen Stadt der Kiewer Rus Tschutschyn (Чучин) gegründet.
Bei der Ortschaft befindet sich die „Nationalmuseum-Gedenkstätte Bukriner Brückenkopf“ (Національний музей-меморіальний комплекс «Букринський плацдарм»), ein Freilichtmuseum zu einem umkämpften Brückenkopf der Truppen der Woronescher Front auf dem rechten Ufer des Dnepr bei Welykyj Bukryn (Великий Букрин) während der Schlacht am Dnepr im Herbst 1943.
Am 12. Juni 2020 wurde das Dorf ein Teil der neugegründeten Stadtgemeinde Rschyschtschiw, bis dahin bildete es zusammen mit dem Dorf Uljanyky (Уляники) die gleichnamige Landratsgemeinde Balyko-Schtschutschynka (Балико-Щучинська сільська рада/Balyko-Schtschutschynska silska rada) im Osten des Rajons Kaharlyk.
Am 17. Juli 2020 kam es im Zuge einer großen Rajonsreform zum Anschluss des Rajonsgebietes an den Rajon Obuchiw.